# G1 Fresh FM
G1 프레쉬 FM(G1 Fresh FM)은 2003년 방송허가를 받은 후 같은 해 10월 10일 대룡산송신소(강원 북서권)와 괘방산중계소(강릉권)에서의 방송을 송출하면서 개국하게 되었다. SBS와 라디오 네트워크 협정을 맺고 SBS 파워FM의 프로그램을 70~80% 비율로 편성하고 있다.
2009년 6월 1일에는 원주권, 2011년 12월 16일에는 태백 함백산 중계소(영동내륙 남부), 2012년 9월 1일에는 횡성 태기산 중계소(평창, 횡성, 영월, 정선권), 2016년 7월 29일에는 속초 청대산 중계소(속초, 고성, 양양)지역을 설치하면서 가청권역을 점진적으로 확대해 나가는 중이다.
G1 프레시 FM이 연동형 으로 TV 수신시 SBS 파워 FM의 전 시간대 방송을 볼수 있다

## 라디오 프로그램

### 방영 프로그램
| 프로그램명               | 방송 시간                                                 | 진행자                    |
| ------------------------ | --------------------------------------------------------- | ------------------------- |
| 김우진의 예감 좋은 날    | 매일 아침 9시 ~ 11시                                      | 김우진                    |
| 매일 그대와 이가연입니다 | 매일 오전 11시 ~ 12시 (본방송) 매일 밤 1시 ~ 2시 (재방송) | 이가연                    |
| 밤&                      | 매일 밤 자정 ~ 1시                                        | 강민주                    |
| 뮤직블로그               | 평일 새벽 2시 ~ 4시 주말 새벽 2시 ~ 3시                   | 1부(박진형), 2부 (김우진) |

### 방송 송출 시설망
| G1 Fresh FM   | G1 Fresh FM | G1 Fresh FM | G1 Fresh FM | G1 Fresh FM                        | G1 Fresh FM | G1 Fresh FM |
| 송신소        | 주파수      | 출력        | 호출부호    | 송신소 위치                        | 비고        |             |
| ------------- | ----------- | ----------- | ----------- | ---------------------------------- | ----------- | ----------- |
| 윗도골 중계소 | FM 103.1㎒  | 500W        | HLCG-FM     | 강원 원주시 소초면 장양리 산76-39  |             |             |
| 대룡산 송신소 | FM 105.1㎒  | 3㎾         | HLCG-FM     | 강원 춘천시 동내면 고은리 산1-2    |             |             |
| 괘방산 중계소 | FM 106.1㎒  | 1㎾         | HLCG-FM     | 강원 강릉시 강동면 정동진리 산19-1 |             |             |
| 함백산 중계소 | FM 99.3㎒   | 100W        | HLCG-FM     | 강원 태백시 황지동 660             |             |             |
| 횡성 중계소   | FM 88.3㎒   | 100W        | HLCG-FM     | 강원 횡성군 둔내면 태기리 산1-5    |             |             |
| 방림 중계소   | FM 90.5MHz  | 100W        | HLCG-FM     | 강원 평창군 평창읍 하리 산1-5      |             |             |
| 속초 중계소   | FM 101.3㎒  | 100W        | HLCG-FM     | 강원 속초시 도문동 산151           |             |             |

## 제공 시보
- 하나리움
- 별난 개와 고양이 춘천, 원주점

## 라디오 주파수 멘트
- 원주 103.1, 춘천 105.1, 강릉 106.1, 태백 99.3, 평창 88.3, 평창 방림 90.5, 속초 101.3 G1 Fresh FM HLCG

## 라디오 시보 멘트
- G1 Fresh FM이 ○○시를 알려드립니다.
- (광고주)가(이) ○○시를 알려드립니다.

## 라디오 로고송
- GTB 시절에는 "새롭고 신선한 방송 여러분의 GTB 프레시 FM입니다."가 사용되었다.
- 강원사랑 열린방송 우리의 Fresh-FM
- (내가 좋아 언제나 상큼한 내가 좋아 내가 있어 항상 나는 오 그대여) GTB Fresh FM과 함께
- 진실을 봐요 함께 나눠 봐요 Hi Fresh FM
- 신선한 라디오 Fresh FM, Listen to the Radio Fresh FM!
- Fresh (강원특별자치도대표) G1FM, 신선한 G1방송 들어요 Fresh FM!
- 강원특별자치도 대표 Fresh 강원특별자치도 대표 G1 FM 신선한 G1 방송 들어요 Fresh FM!
- 사랑해요 강원 좋은 방송 (강원특별자치도 대표방송) 아~ (강원~) G1 (지원)[1]
- 힘든 세상 어렵다고 찡그리며 살지마요 살맛나는 얘기들이 여기 바로 있잖아요 하하하하 웃어봐요 우리한번 웃어봐요 하하하하 Fresh FM 하하하하 웃어봐요 Fresh FM 하하하하 Fresh FM
- 살맛 나는 인생 Fresh FM
- (Radio Radio Listen to the Radio 행복한 오늘은 Fresh FM) Radio  Radio Listen to the Radio 신선하고 상큼한 우리의 Fresh FM!
- (Hey yo ready todays? come on!) 아름다운 아가씨 내 얘길 들어봐요 즐거운 얘길 해줄께요 그대 만큼 상큼한 얘길 해줄게요 즐거운 얘길 해줄께요 즐거움이 살아 있는 나의 Fresh FM 즐거움이 살아 있는 나의 Fresh FM 즐거움이 살아 있는 나의 Fresh FM 즐거움이 살아 있는 나의 Fresh FM

## 직원 현황 (2024년 기준)
- 아나운서 - 김우진, 김민곤, 강민주, 이가연

## 참조
1. ↑  (강원특별자치도 대표방송) 부분은 대부분 생략한다.

## 같이 보기
- G1방송